# سامي مانديل
سامي مانديل (بالإنجليزية: Sammy Mandell)‏ مواليد 05 فبراير 1904 في روكفورد، إلينوي، صقلية - الوفاة 07 نوفمبر 1967 في إلينوي، الولايات المتحدة، كان ملاكم أمريكي سابق صنّف ضمن فئة الوزن الخفيف.

## إحصائيات
خاض خلال مسيرته 190 نزالا، فاز في 143 وتعادل في 16 وخسر في 26. فاز بالضربة القاضية في 32 نزالا.

## روابط خارجية
- سامي مانديل على موقع بوكس ريك (الإنجليزية) (registration required)